# 库鲁病
库鲁病（英語：Kuru），是一种不可治愈的退化性人类傳染性海綿狀腦病，一般认为其病原体为普里昂蛋白（朊毒体），与克雅二氏病类似。症状主要有头痛、关节疼痛和四肢猛烈颤抖，后期症状则與脊髓小腦共濟失調症相似，患者會思覺失調、失憶、最終死亡。

## 簡介
该病最著名的病例是1950年在巴布亚新几内亚法雷部落的流行，於其高峰时，该病在女性和儿童中的发病率是成年男性中的8至9倍。
该病名称即是由當地语言「kuria」（或「guria」，意即「颤抖」）而来。有不少人认为此病是透过该部落成员的族内食人行为而传播的，他們有生食親屬遺體的習慣，包括腦部在內。而在该部落舉行食用逝去親屬屍體之習俗時，是由该族成年男子先选择所食部分，通常是肌肉。然后再由女性和儿童食用其他剩下的屍塊，包括脑部在内；而脑部正是致病普里昂蛋白含量较高的部分。虽然病理解剖未能找到病原体，但是废除吃死尸的习俗後，潜伏期可長達10到13年的库鲁症终于逐渐消失。
巴鲁克·塞缪尔·布隆伯格和丹尼尔·卡尔顿·盖杜谢克，因为对库鲁病的研究而获得1976年的诺贝尔生理学或医学奖。
法雷部落將库鲁症視為一種被巫術詛咒的後果，不過卻認為被巫術陷害而死的女人身體是乾淨的、可食用的，因此库鲁症死者喪禮也等同於親友們的葬儀大宴。丹尼尔·卡尔顿·盖杜谢克於1957年進入法雷部落，一邊學習當地的皮欽英語以提升與當地人的溝通，一邊開始用隨身攜帶的打字機記下筆記式的日記，內容除了每天的工作流水帳，還有關於库鲁症的資料收集，例如「當地人在無知下對库鲁症下的診斷其實很有醫學根據，其精準度幾乎可與現代科學診斷相比擬。」法雷部落將這個行進式、可致命的神經疾病分為三個階段─「還走路（wokabout yet）」，也就是尚有行動能力；「坐下完（sindaun piris）」，也就是已無法走路；「睡下完（slip piris）」，也就是癱瘓。而且還能非常精確地辨認出库鲁症的前置徵兆，一個他們稱為「库鲁症好像快來（kuru laiki kamap nau）」的階段，和最後病危徵兆，一個他們稱為「接近快死了（klostu dai nau）」的階段 。

## 普里昂蛋白
库鲁症是人吃死人的习俗造成普里昂蛋白感染而蔓延的，而狂牛病是因为牛吃死羊或死牛才开始蔓延的。所以學界推論，狂牛病、庫魯病、克雅氏病皆為各自的普里昂蛋白所致。

## 註腳
1. ↑  {理查‧羅德斯. 致命的盛宴.台北市: 時報文化出版.1997年10月: 31. ISBN 957-13-2449-3}